# Heat Wave
Heat Wave är den amerikanska tjejgruppen Martha and the Vandellas andra album, släppt av skivbolaget Gordy (som senare kom att göra sig känt under namnet Motown) 1963. Albumet släpptes i samband med det framgångsrika släppet av singeln "(Love Is Like a) Heat Wave", en låt som placerade sig som bäst på fjärdeplats på den amerikanska singellistan (och på förstaplats på listan över R&B-singlar). Albumspåren skrevs och producerades av den legendariska trion Holland-Dozier-Holland (som skrev gruppens fem första hitsinglar) samt William "Mickey" Stevenson.

## Låtlista
1. "(Love Is Like a) Heat Wave"  (2:44)
2. "Then He Kissed Me" (2:32)
3. "Hey There Lonely Boy"  (2:33)
4. "More" (2:14)
5. "Danke Schoen" (3:04)
6. "If I Had a Hammer"  (2:16)
7. "Hello Stranger" (2:40)
8. "Just One Look"  (2:33)
9. "Wait Till My Bobby Gets Home" (2:17)
10. "My Boyfriend's Back" (2:08)
11. "Mockingbird" (2:32)